# Agoda
Agoda.com — система онлайн-бронювання готелів. Штаб-квартира компанії розташована в Сінгапурі. Офіси знаходяться в Бангкоку, Куала-Лумпурі, Токіо, Сіднеї, Гонконгу і Будапешті та інших містах світу.

## Історія
Компанія була заснована в кінці 1990-х років на острові Пхукет під назвою PlanetHoliday.com. У 2003 році стала партнером компанії PrecisionReservations.com, а в 2005 році компанії були об'єднані в Agoda Company Pte. Ltd, зареєстровану в Сінгапурі. У листопаді 2007 року, Agoda Company Pte. Ltd була придбана Компанія Group, нині Booking Holdings[en] (NASDAQ: BKNG).

## Опис
Agoda.com надає доступ до більш ніж 370 000 готелів по всьому світу. Вебсайт компанії доступний на 38 мовах, включаючи китайську, англійську, французьку, німецьку, іспанську, японську, російську, корейську і тайську. Служба підтримки клієнтів працює на 17 мовах. На вебсайті представлені відгуки мандрівників про готелях, понад 5 млн.
Відмінністю даної системи бронювання є оплата повної вартості розміщення при бронюванні на більшість готелів, а також бонусна програма, що дозволяє обмінювати бали на знижки та безкоштовні ночі в готелях.

## Нагороди
Вебсайт Agoda.com удостоєний нагороди в категорії «Кращий Вебсайт Засобів Розміщення» на Travelmole Web Asia Awards в 2008 і 2012 роках

## Участь в організаціях
Agoda.com є членом ПАТА (Туристична асоціація країн Азії і Тихого океану) з 2006 року.